# 瑟茨
瑟茨，是匈牙利维斯普雷姆州所辖的一个村，总面积7.55平方公里，总人口434，人口密度57.5人/平方公里（2010年1月1日）。